# مرسدس-بنز کلاس-سی‌ال‌ای
مرسدس-بنز کلاس-سی‌ال‌ای (انگلیسی: Mercedes-Benz CLA-Class) یک خودروی کامپکت کوچک شرکتی است که توسط شرکت آلمانی مرسدس-بنز تولید و توسعه یافته‌است. نسل اول این خودرو بر اساس پلت‌فرم خودروهای کامپکت مرسدس-بنز کلاس-آ (دبلیو۱۷۶) و مرسدس-بنز کلاس-بی (دبلیو۲۴۶) ساخته شد. این خودرو در ابتدا به‌صورت یک کوپه ۴ در عرضه شد، اما در سال ۲۰۱۵ از مدل شوتینگ بریک ۵ در این خودرو نیز رونمایی شد. پس از معرفی نسخهٔ سدان مرسدس-بنز کلاس-آ با کد وی۱۷۷، مرسدس-بنز در نسل دوم این خودرو ابعاد آن را بزرگتر کرد و آن را تقریباً هم‌اندازه با مرسدس-بنز کلاس-سی (دبلیو۲۰۵) کرد.
سی‌ال‌ای اولین مرسدس-بنز محور جلو است که در بازار آمریکای شمالی عرضه شد. سی‌ال‌ای بین خودروهای مرسدس-بنز یک کلاس از کلاس-آ بالاتر و تقریباً هم‌سطح با کلاس-سی است.
سی‌ال‌ای برای اولین بار در آوریل ۲۰۱۳ در اروپا به فروش رفت و سپس در سپتامبر ۲۰۱۳ در ایالات متحده معرفی شد. بزرگترین بازارهای این خودرو اروپای غربی و ایالات متحده هستند. فروش بین‌المللی سی‌ال‌ای در سال اول خود به ۱۰۰٬۰۰۰ دستگاه رسید و از این آمار توسط مرسدس-بنز به عنوان «بهترین عرضهٔ ما در ۲۰ سال اخیر» یاد شده‌است. مرسدس-بنز در سراسر جهان حدود ۷۵۰٬۰۰۰ دستگاه از نسل اول این خودرو را به فروش رساند.